# Natagaima (geslacht)
Natagaima is een geslacht van rechtvleugeligen uit de familie sabelsprinkhanen (Tettigoniidae). De wetenschappelijke naam van dit geslacht is voor het eerst geldig gepubliceerd in 1960 door Max Beier.

## Soorten
Het geslacht Natagaima  is monotypisch en omvat slechts de volgende soort:
- Natagaima brevipennis (Beier, 1960)